# Vrdila
Vrdila (Servisch cyrillisch Врдила) is een plaats in de Servische gemeente Kraljevo. De plaats telt 925 inwoners (2002).